# Фуганок

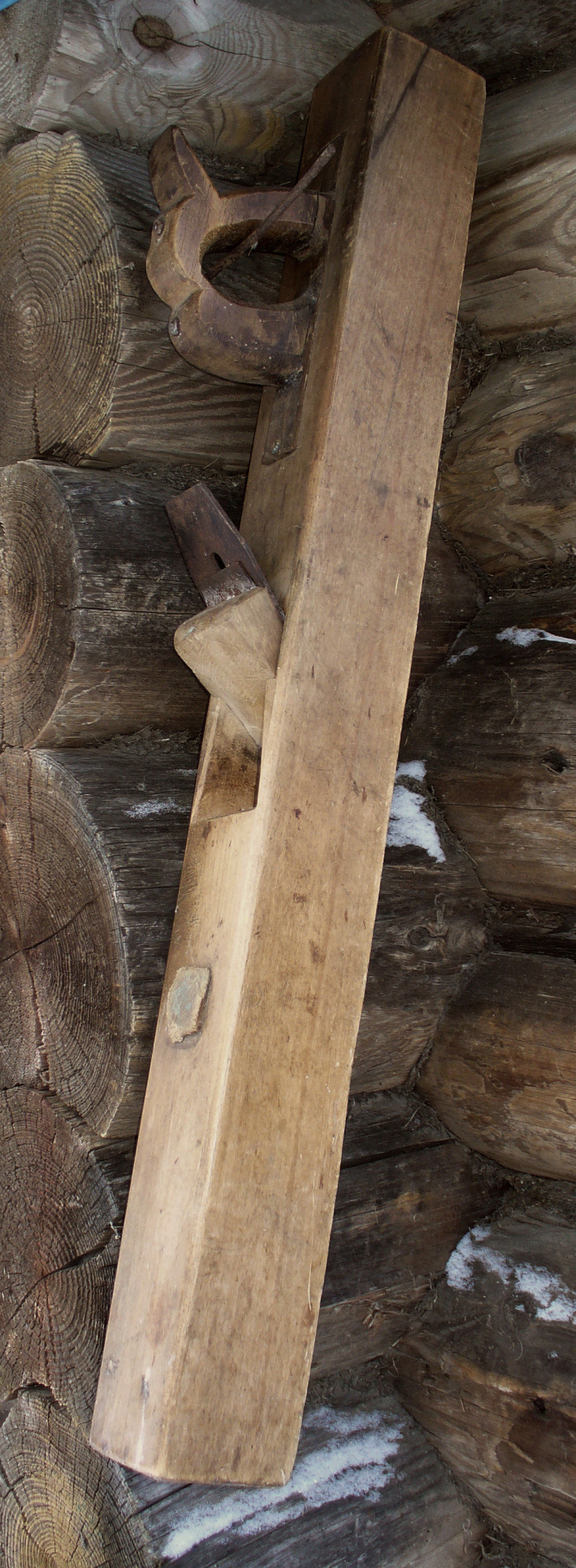
Фуганок

Фуганок (нім. Fugbank) — інструмент, призначений для остаточної обробки деревини. Його використовують тоді, коли виникає необхідність вирівняти поверхню великого розміру, а також для вирівнювання довгих кромок, особливо коли припасовують деталі між собою.
Фуганок має довгу важку колодку, виготовлену з деревини твердих порід. Довжина колодки — 700—750 мм, ширина — 80 мм, висота - 70 мм. Ширина подвійного ножа — 60 мм, ставлять його в колодку під кутом 45 °. Ширина ротика -1,5 мм, довжина ножа — 200 мм.
Конструктивно фуганок являє собою довгий рубанок з подвійним ножем. У передній частині колодки фуганка встановлена пробка, щоб захистити дерев'яну колодку від ударів молотком при налагодженні та регулюванні. З заднього боку колодки кріплять ручку, яка розміщується позаду ножа.
Під час стругання правою рукою тримають фуганок за ручку, а лівою натискають на передню частину колодки приблизно біля пробки. При фугуванні фуганок відсувають назад від кінця заготовки, надають йому поступальний рух і ведуть вперед. Фуганок не слід відривати від поверхні, що стругається. За один прохід він знімає тонку стружку у вигляді стрічки на всю довжину заготовки. При струганні довгих заготовок, людина, яка працює, пересувається слідом за стругом на всю довжину заготовки, що стругається (обробляється)

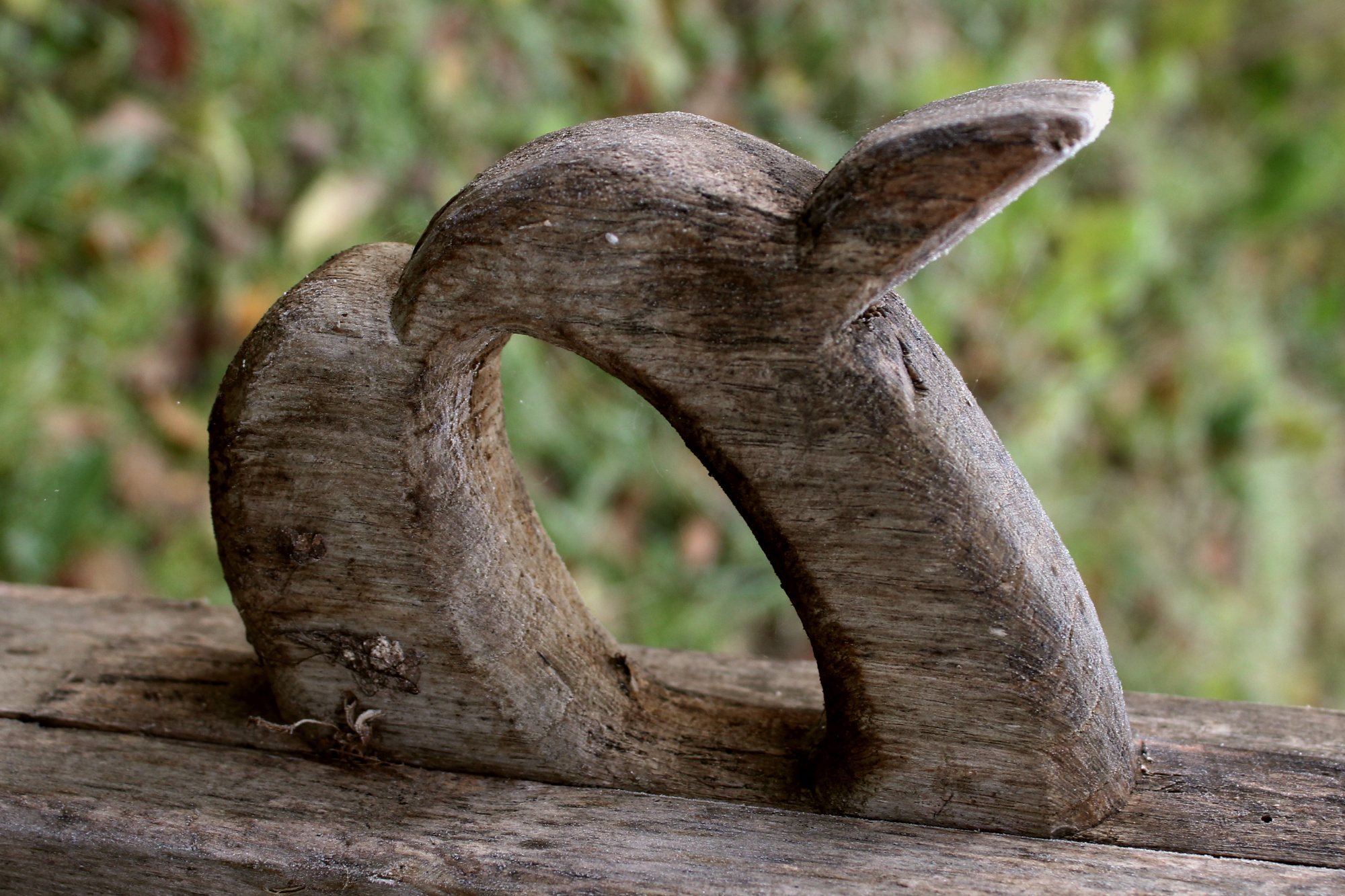
Рукоятка саморобного фуганка

Під час стругання довгих поверхонь фуганком іноді на початку роботи утворюється переривчаста стружка. Це пояснюється тим, що заготовка має нерівну (хвилясту) поверхню. Поява суцільної неперервної стружки показує, що поверхня вирівняна.
Від конструкції ножа залежить якість обробки поверхні. При роботі з одинарним ножем відбувається утворення стружки без її зламу, в результаті чого на поверхні часто виходять задираки, а іноді і відколи. А при струганні інструментом з подвійним ножем до ножа на відстань 0,5-1,5 мм від леза за допомогою гвинта кріпиться стружколом (інтервал встановлюється в залежності від товщини стружки і твердості деревини), і злам стружки після відділення запобігає можливості відщепа її або відколу від поверхні, що обробляється.
Невеликі за розмірами поверхні обробляють напівфуганком, який коротший і вужчий від фуганка.